# غرب‌شناسی

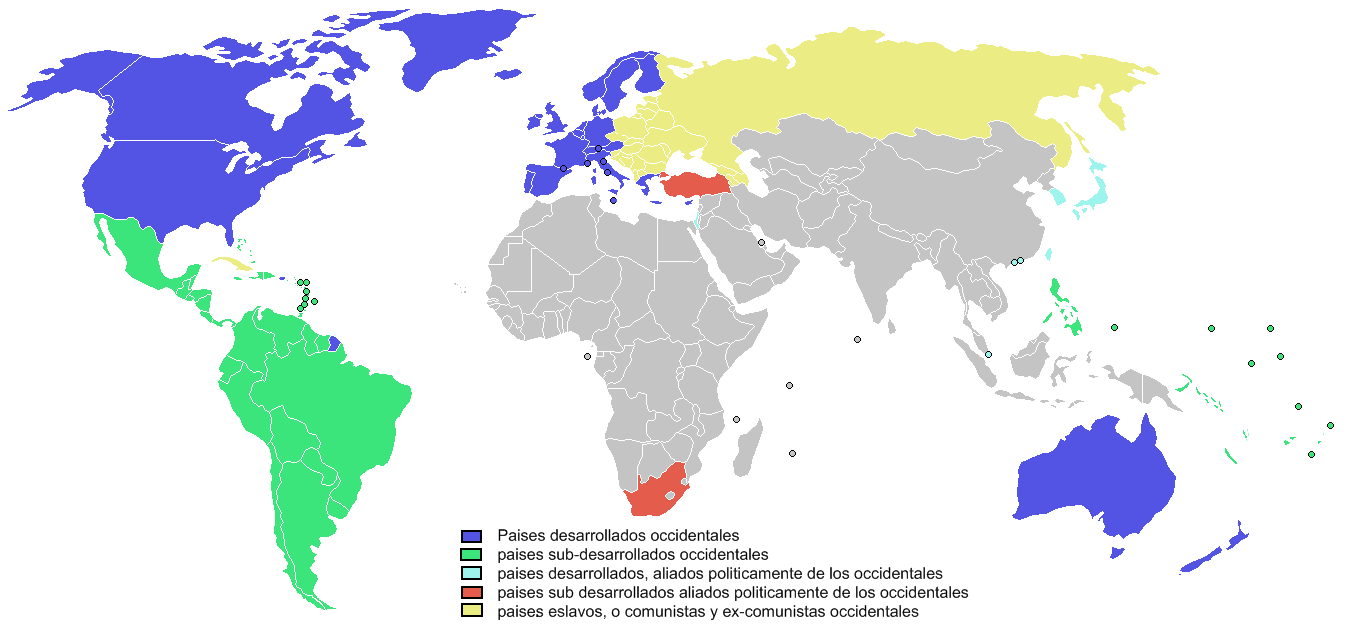
مناطق غربی در نقشه جغرافیا

باخترشناسی یا غرب شناسی به رشته‌ای گفته می‌شود که درباره سرزمینهای غربی گفتگو می‌کند و درباره غرب قضاوت کرده و واقعیت‌های آن را بررسی و تفسیر می‌کند.
ادوارد سعید در مقدمهٔ کتاب معروف خود، شرق‌شناسی، می گوید: «خاورشناسی عبارت از نوعی سبک فکری است که بر مبنای یک تمایز شناختی و شناخت‌شناختی است که میان «شرق» و (غالب موارد) «غرب» قرار دارد.»
غرب باستان از دو کانون تمدن، یونان و دیگری روم باستان، برخوردار می‌باشد. بررسی فرهنگ و تمدن یونان باستان، از این جهت حائز اهمیت است که فرهنگ و تمدن غربی، در تشکل بنیادهایش وامدار فرهنگ و تمدن یونان باستان می‌باشد.
سیر تحولات فکری غرب را بر اساس پنج دوره کاملاً متمایز از یکدیگر، می‌توان که مورد بررسی قرار داد:
1. غرب پیش از قرون وسطی: الگو پذیری از شرق باستان
2. قرون وسطی
3. رنسانس: عصر دگرگونی ژرف در اندیشه‌ها و روش ها
4. مدرنیسم: عصر تحولات نوین علمی و صنعتی (عصر بروز بحران‌های اجتماعی)
5. روشنگری
6. پست مدرنیسم به بعد[۲]

در هر یک از این دوره ها، فیلسوفانی ظهور کرده و افکار فلسفی جدیدی از سوی این فلاسفه ارائه شده‌اند.تمام این دوره‌ها با هم در ارتباط بوده و هر دوره‌ای مهیاکننده زمین، برای دوره دیگر و افکار و آراء آن بوده‌است. ضعف نظری و عملی زندگی انسان شرقی، بخصوص مسلمانان، در ضعف دانش ایشان از غرب‌شناسی است.